# Sven Günther (Fußballspieler)
Sven Günther (* 22. Februar 1974 in Zwickau) ist ein ehemaliger deutscher Fußballspieler.

## Karriere

### Vereine
In seinem Heimatort Kirchberg begann Günther mit dem Fußballspielen und wechselte mit zehn Jahren in den Nachwuchsbereich der damaligen BSG Sachsenring Zwickau. In der Saison 1993/94 rückte er beim inzwischen in FSV Zwickau umbenannten Verein in die 1. Mannschaft, der unter Gerd Schädlich der Aufstieg in die 2. Bundesliga gelang. In den folgenden vier Spielzeiten entwickelte sich der Mittelfeldspieler beim westsächsischen Traditionsclub zum Stammspieler und gestandenen Profifußballer. Von 1998 bis 2001 war er beim 1. FC Nürnberg aktiv. In der Saison 2001/2002 stand er beim 1. FC Schweinfurt 05 unter Vertrag und wechselte 2002 zu Eintracht Frankfurt. Von dort ging er 2004 zu FC Erzgebirge Aue. Der Mittelfeldspieler ging 2006 zu FC Carl Zeiss Jena und kehrte 2008 wieder zum FSV Zwickau zurück, wo er bis 2010 verpflichtet war.
Auf dem Höhepunkt seiner Profi-Laufbahn spielte Günther in der 1. Bundesliga, der höchsten deutschen Spielklasse, in der er für die Vereine 1. FC Nürnberg (Saison 1998/99) und Eintracht Frankfurt (Saison 2003/04) insgesamt 44 Spieleinsätze absolvierte.

### Nationalmannschaft
Mit der U-16-Nationalmannschaft nahm er an der vom 8. bis 18. Mai 1991 in der Schweiz ausgetragenen Europameisterschaft teil und schloss mit ihr das Turnier als Zweiter ab, nachdem das Endspiel mit 0:2 gegen die Auswahl Spaniens verloren wurde.

## Erfolge
- Zweiter der U-16-Europameisterschaft 1991